# 法罗群岛议会
议会（直译：「法庭」），又称法罗群岛议会，是丹麦属地法罗群岛的立法机关。议会实行一院制，由33名议员组成。议会任期4年。现任议长是保羅·維納居烏。

## 参見
- 丹麥政治
- 丹麥議會

## 外部連結
- 官方网站 （法羅文） （英文） （丹麦文）